# Грабовец (гмина)
Грабо́вец (пол. Grabowiec) — сельская гмина (волость) в Польше, входит как административная единица в Замойский повет, Люблинское воеводство. Население — 4685 человек (на 2004 год). Центр гмины — деревня Грабовец.

## Сельские округа
1. Бересть
2. Брониславка
3. Цешин
4. Чехувка
5. Даньчиполь
6. Грабовец-Гура
7. Грабовец
8. Грабовчик
9. Хенрыкувка
10. Холужне
11. Майдан-Тучемпски
12. Орнатовице
13. Орнатовице-Колёня
14. Рогув
15. Седлиско
16. Скибице
17. Скоморохы-Мале
18. Скоморохы-Дуже
19. Щелятын
20. Шистовице
21. Тучемпы
22. Волица-Уханьска
23. Вулька-Тучемпска
24. Журавлюв

## Соседние гмины
1. Гмина Красничин
2. Гмина Мёнчин
3. Гмина Ситно
4. Гмина Скербешув
5. Гмина Тшещаны
6. Гмина Ухане
7. Гмина Войславице